# Filadonna
Filadonna, född 23 februari 2021, är en italiensk varmblodig travhäst som tränas av Alessandro Gocciadoro och körs av Gabriele Gelormini.
Hon började tävla 2023 och har inlett sin karriär med tre raka segrar från debuten. Hon har hittills sprungit 95 680 euro på 6 starter, varav 4 segrar. Karriärens hittills största seger har kommit i Gran Premio Anact Stakes Plus (2023).

## Statistik
| Statistik för Filadonna (Ref.) | Statistik för Filadonna (Ref.) | Statistik för Filadonna (Ref.) | Statistik för Filadonna (Ref.) | Statistik för Filadonna (Ref.) | Statistik för Filadonna (Ref.) |
| ------------------------------ | ------------------------------ | ------------------------------ | ------------------------------ | ------------------------------ | ------------------------------ |
| Starter                        | Placeringar                    | Startprissumma                 | Segerprocent                   | Platsprocent                   | Rekord                         |
| 6                              | 4-0-0                          | 95 680 euro                    | 67 %                           | 67 %                           | 1.13,4ak,                      |

### Större segrar
| År   | Lopp                          | Kusk               | Vinstbelopp | Grupp   |
| ---- | ----------------------------- | ------------------ | ----------- | ------- |
| 2023 | Gran Premio Anact Stakes Plus | Gabriele Gelormini | 71 100 EUR  | Grupp 1 |